# CKAN
O CKAN, sigla para Comprehensive Knowledge Archive Network, é uma aplicação web de catalogação de dados desenvolvido pela Open Knowledge Foundation. O CKAN mantém uma descrição dos dados nele armazenados, bem como outras informações úteis, como em que formatos eles estão disponíveis, quem é o seu dono e se eles estão livremente disponíveis, e com quais assuntos ele se relaciona. Tal como ocorre num wiki, outros usuários podem melhorar ou acrescentar informações, enquanto o CKAN guarda um histórico versionado.